# Saint-Brieuc-de-Mauron
Saint-Brieuc-de-Mauron (bret. Sant-Brieg-Maoron) – miejscowość i gmina we Francji, w regionie Bretania, w departamencie Morbihan.
Według danych na rok 1990 gminę zamieszkiwało 336 osób, a gęstość zaludnienia wynosiła 23 osoby/km² (wśród 1269 gmin Bretanii Saint-Brieuc-de-Mauron plasuje się na 923. miejscu pod względem liczby ludności, natomiast pod względem powierzchni na miejscu 677.).